# Paolo Buso
Paolo Buso (Treviso, 28 luglio 1986) è un rugbista a 15 italiano.

## Biografia
Proveniente dalle giovanili del Calvisano, nel quale entrò a 17 anni nel 2003, esordì in prima squadra nel 2006, realizzando nella prima stagione 30 punti in 14 incontri di campionato.
All'epoca dell'esordio nel Super 10 Buso aveva già partecipato, con la selezione nazionale Under-21, alla Coppa del Mondo di categoria.
Nel corso del Sei Nazioni 2008 il C.T. Nick Mallett lo ha fatto esordire in Nazionale maggiore a Cardiff contro il Galles.
Più tardi in stagione Buso si è laureato campione d'Italia con il Calvisano.
Nell'estate del 2009, dopo il ritiro dal Super 10 da parte del Calvisano, Buso fu ingaggiato dal Rugby Roma; per la stagione 2010-11 fu ingaggiato dagli Aironi, franchise italiana in Celtic League e, allo scioglimento della stessa nel 2012, è confluito nella neonata franchise delle Zebre.
Nel 2014 termina la sua esperienza con la franchigia federale e passa in Federal 2 ingaggiato dal Grasse. La stagione termina con la promozione in Federal 1 e la conferma nel club provenzale.
Nel 2016 passa al Mâcon giocando sempre in Federal 1.
Dal 2017 è tornato in Provenza per dirigere il settore giovanile (Espoirs U-23) del Rugby Provenza, squadra di punta di Aix-en-Provence.

## Palmarès
- Campionati italiani: 1
Calvisano: 2007-08